# Алпайн-Виллидж
Алпайн-Виллидж (англ. Alpine Village, ранее Alphine Village) — статистически обособленная местность в округе Алпайн, штат Калифорния.

## География

Алпайн-Виллидж на карте округа

Общая площадь местности равняется 7,3 км².

## Демография
По данным переписи 2000 года, население Алпайн-Виллидж составляет 136 человек, 54 домохозяйства и 32 семьи, проживающих в местности. Плотность населения равняется 18,6 чел/км². В местности располагается 66 единиц жилья со средней плотностью 9,0 ед/км². Расовый состав местности включает 61,76% белых, 30,88% коренных американцев, 5,88% представителей других рас и 1,47% представителей двух и более рас. 15,44% из всех рас — латиноамериканцы.
Из 54 домохозяйств 20,4% имеют детей в возрасте до 18 лет, 40,7% являются супружескими парами, проживающими вместе, 9,3% являются женщинами, проживающими без мужей, а 38,9% не имеют семьи. 31,5% всех домохозяйств состоят из отдельных лиц, в 9,3% домохозяйств проживают одинокие люди в возрасте 65 лет и старше. Средний размер домохозяйства составил 2,50, а средний размер семьи — 3,24.
В местности проживает 19,9 % населения в возрасте до 18 лет, 8,8 % от 18 до 24 лет, 31,6 % от 25 до 44 лет, 26,5 % от 45 до 64 лет, и 13,2 % в возрасте 65 лет и старше. Средний возраст населения — 40 лет. На каждые 100 женщин приходится 119,4 мужчин. На каждые 100 женщин в возрасте 18 лет и старше приходится 113,7 мужчин.
Средний доход на домашнее хозяйство составил $42 188, а средний доход на семью $46 875. Мужчины имеют средний доход в $44 375 против $26 429 у женщин. Доход на душу населения равен $24 201. Около 0% семей и 2,2 % всего населения имеют доход ниже прожиточного уровня, в том числе 0 % из них моложе 18 лет и 0 % от 65 лет и старше.